# Ayllón
Ayllón is een gemeente in de Spaanse provincie Segovia in de regio Castilië en León met een oppervlakte van 128,95 km². Ayllón telt 1.253 inwoners (1 januari 2016).

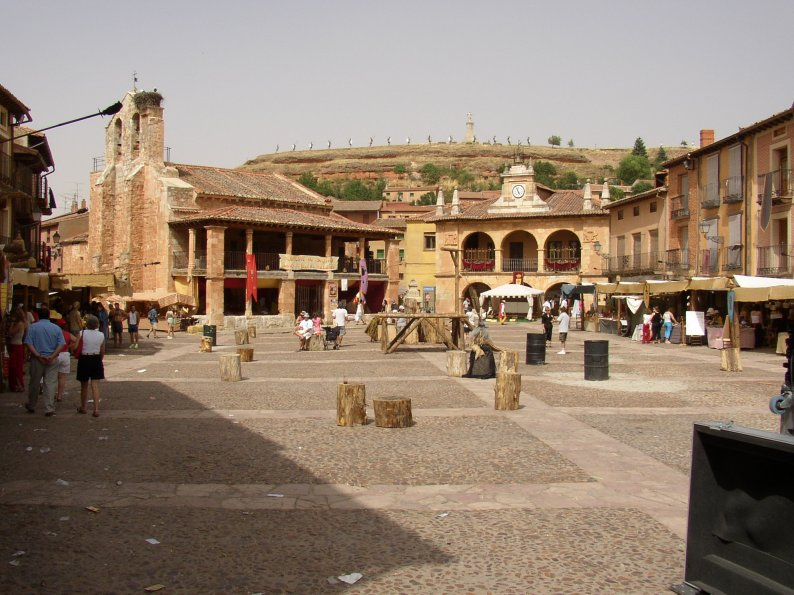
Centrum van Ayllón
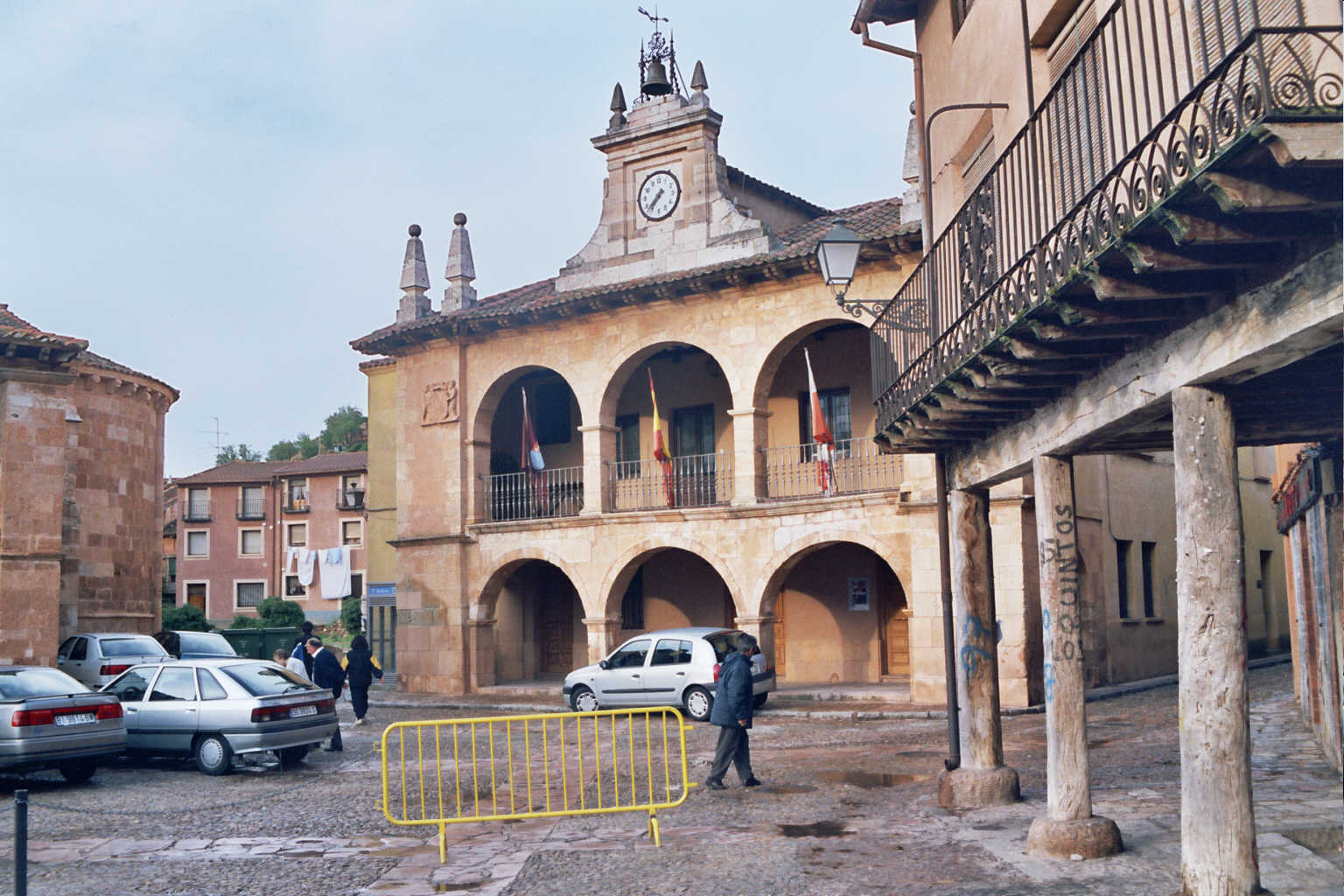
Gemeentehuis
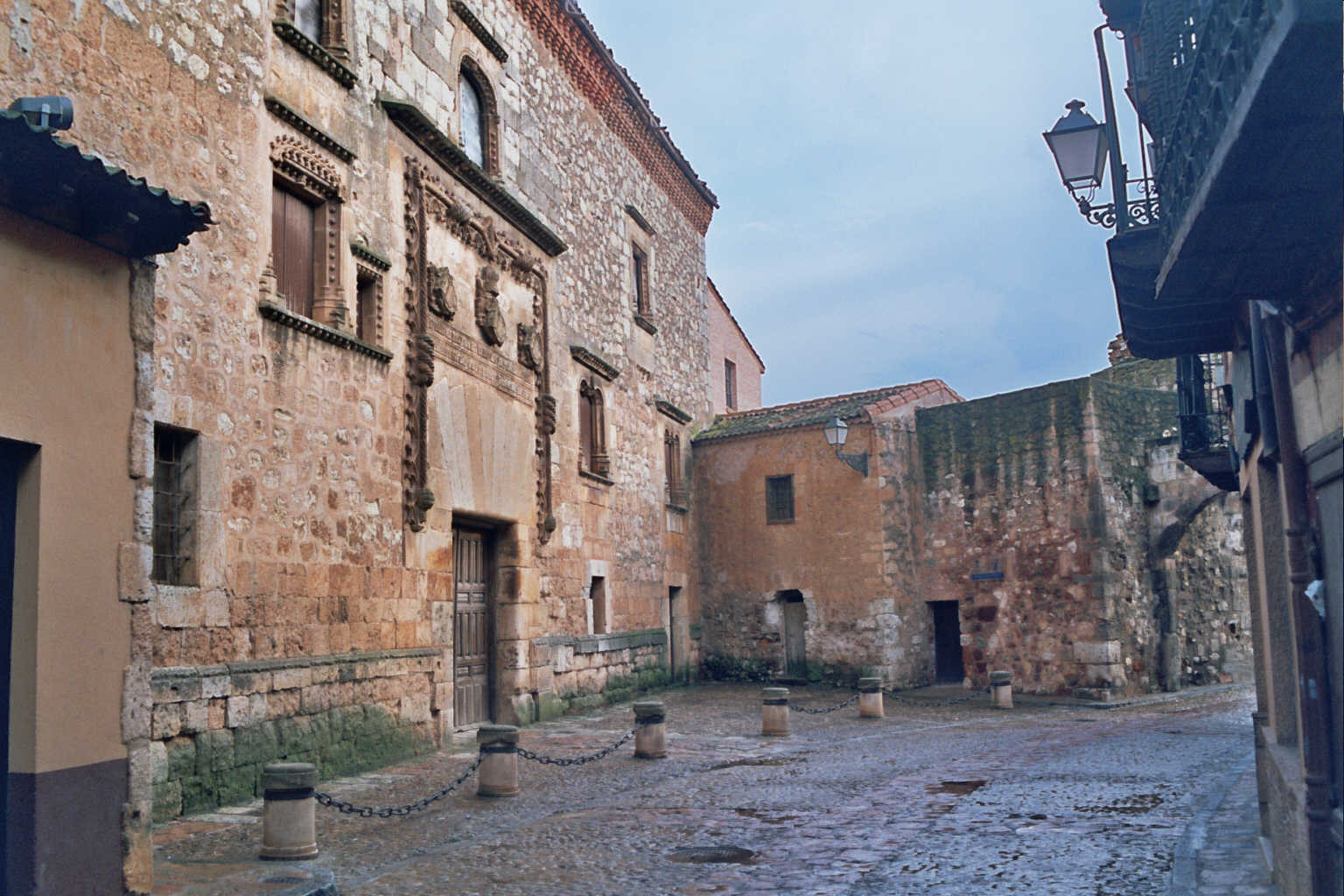
Palacio de Contreras
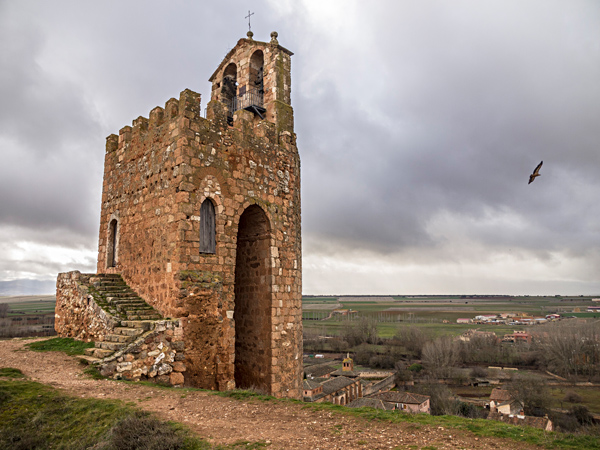
Torre Vigía La Martina